# Stauroteuthis
Stauroteuthis Verrill, 1879 è un genere di molluschi cefalopodi appartenenti all'ordine Octopoda. È l'unico genere appartenente alla famiglia Stauroteuthidae Grimpe, 1916.

## Descrizione

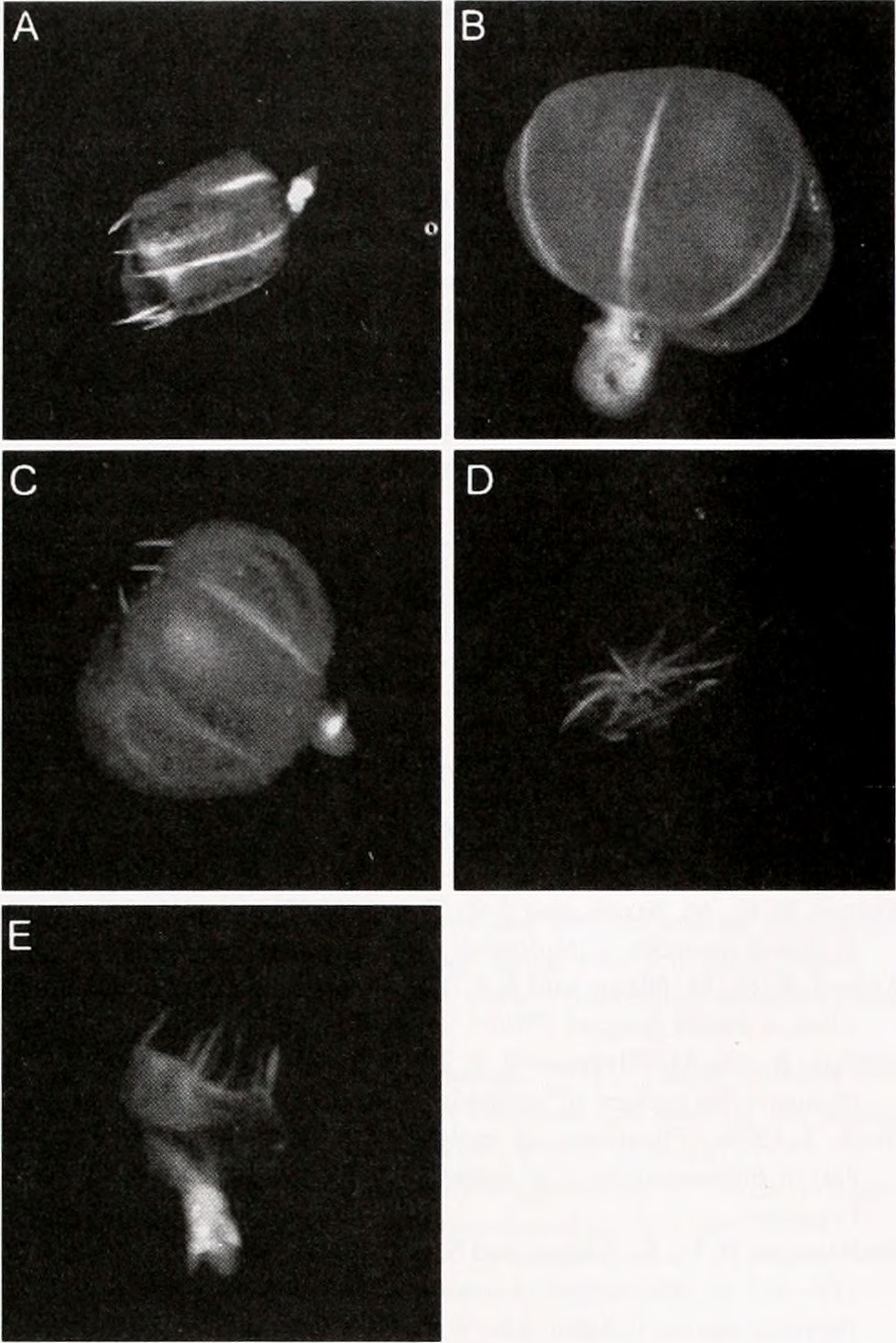
Immagini subacquee di S. syrtensis, le fotografie B e C mostrano il caratteristico comportamento di rigonfiamento a pallone delle membrane interbrachiali

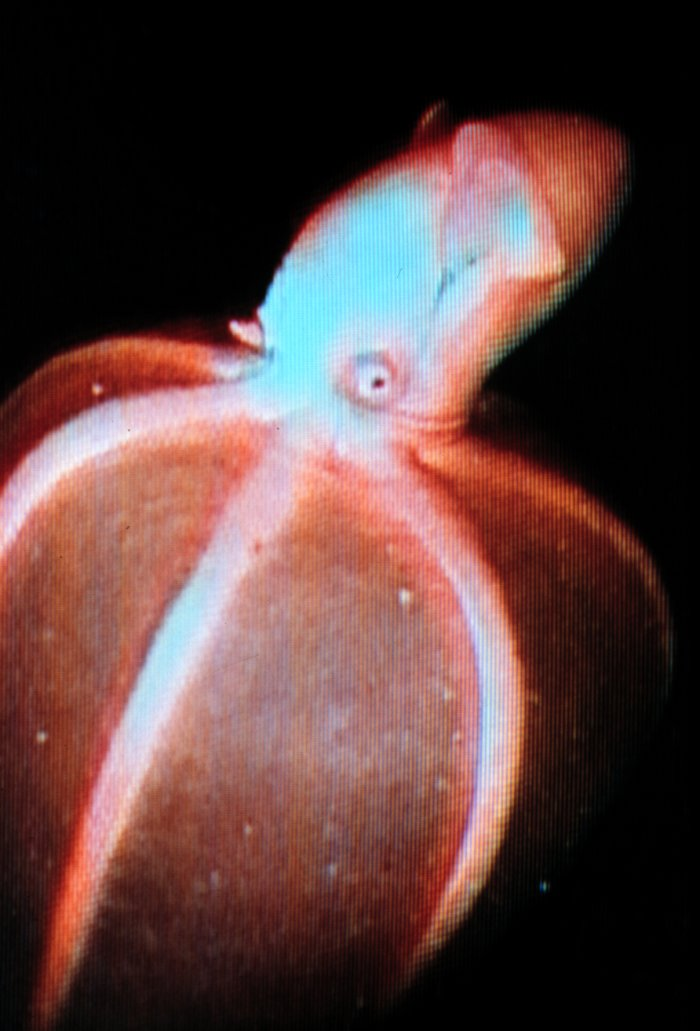
Stauroteuthis syrtensis nel suo ambiente di vita

Stauroteuthis ha corpo allungato in senso antero-posteriore con pinne abbastanza sviluppate sul mantello; la consistenza del corpo è gelatinosa. Gli occhi sono ben sviluppati e dotati di cristallino. L'apertura del mantello è ridotta formando un tubo attorno all'imbuto; l'imbuto può essere retratto all'interno del tubo in caso di necessità. I tentacoli sono uniti da due membrane interbrachiali, la primaria e la secondaria, che possono essere gonfiate d'acqua dall'animale vivo dandogli una forma a pallone, forse per scopi difensivi; normalmente i tentacoli vengono tenuti aperti e il cefalopode ha un aspetto che assomiglia a una campana. Le ventose sono piccole ma si ingrandiscono nei maschi adulti; i cirri sono molto lunghi e mancano all'apice delle braccia. La radula è assente. Sono tra i pochi ottopodi ad avere fotofori: sono presenti alla base delle ventose, sul lato interno delle braccia e sembra che vengano utilizzati per indirizzare le prede verso la bocca.
La lunghezza totale può raggiungere i 54 cm, il mantello arriva a circa 11 cm.

## Biologia
Sostanzialmente ignota.

## Distribuzione e habitat
Si credeva che questo genere avesse una distribuzione limitata all'oceano Atlantico fino a quando non sono stati catturati individui di S. gilchristi nell'oceano Indiano meridionale e a sud dell'Australia e non è stata scoperta, sempre in Australia, la specie S. kengrahami.
Sono cefalopodi abissali diffusi dai 700 fino a 4000 metri con profondità media di campionamento attorno ai 2000 m. Sembrano avere rapporti con il fondale dato che raramente si incontrano a oltre 100 metri da esso.

## Tassonomia
Il genere comprende 3 specie:
- Stauroteuthis gilchristi Robson, 1924
- Stauroteuthis syrtensis Verrill, 1879
- Stauroteuthis kengrahami Verhoeff, 2023